# 横河グループ
横河グループ（よこがわグループ）は、建築家、工学博士横河民輔が創業した企業グループ。
当時、日本を代表する建築家であった横河民輔は、実業家としての才能にも恵まれ、三井元方（三井財閥の持株会社）から独立し、横河工務所（現・横河建築設計事務所）を設立したことを契機に、横河橋梁製作所（現・横河ブリッジ）、横河電機製作所（現・横河電機）を相次いで設立し、横河グループの基礎を築いた。その他、横河グループの持ち株会社として横河元方（現・横河商事）、東亜鉄工所（現・横河東亜工業）なども設立し、この五社を「横河五社」と称し、現在でも横河グループの源流企業と位置づけられている。
しかし、戦時中、軍需の増大に伴い、横河五社のうち横河橋梁製作所、横河電機製作所は多額の増資が必要となり、創業家である横河家の持株比率が低下したことから、横河元方を中心とした持株会社体制が崩れ、戦後、横河五社は資本的には自主独立の経営を行った。現在は、横河ブリッジホールディングス、横河電機がそれぞれグループ会社を擁しているが、この2社と横河建築設計事務所を含めた3社の間では「横河グループ」としての公式な活動は行われていない。

## 構成会社
- 横河電機株式会社（東京都武蔵野市）
  - 横河ソリューションサービス株式会社（東京都武蔵野市）
  - エヌケイエス株式会社（神奈川県相模原市）
  - 横河商事株式会社（東京都品川区）
  - 横河デジタル株式会社（東京都武蔵野市）
  - 横河パイオニックス株式会社（東京都武蔵野市）
  - 横河ファウンドリー株式会社（東京都武蔵野市）
  - 横河マニュファクチャリング株式会社（東京都武蔵野市）
  - 横河計測株式会社（東京都八王子市）
  - 横河レンタ・リース株式会社（東京都新宿区）
  - 株式会社オメガシミュレーション（東京都新宿区）

- 株式会社横河ブリッジホールディングス（東京都港区）
  - 株式会社横河ブリッジ（千葉県船橋市）
  - 株式会社横河住金ブリッジ（茨城県神栖市）
  - 株式会社横河システム建築（千葉県船橋市）
  - 株式会社横河ニューライフ（東京都港区）
  - 株式会社横河技術情報（千葉県船橋市）
  - 株式会社楢崎製作所（北海道室蘭市）
  - 株式会社ワイ・シー・イー（千葉県船橋市）
- 株式会社横河建築設計事務所（東京都目黒区）
- 横河東亜工業株式会社（東京都品川区）

## 関係の深い企業・団体
- 学校法人郁文館夢学園（横河民輔の妻の実家が創設）
- 学校法人東京女子学園
- 東京フットボールクラブ株式会社（FC東京）
- 日本ヒューレット・パッカード株式会社（横河電機との合弁で設立したコンピュータ機器会社「横河ヒューレット・パッカード」が母体）
- アジレントテクノロジー株式会社（旧HP社の測機器関連（実は同社の祖業）部門を会社分割により設立）。
- GEヘルスケア・ジャパン株式会社（旧横河メディカルシステム→GE横河メディカルシステム）
- ジョンソンコントロールズ株式会社（鷺宮製作所と合弁→資本撤退（日本ジョンソンコントロールズ）→横河電機と合弁→資本撤退（現社名））
- トヨタテクニカルディベロップメント株式会社（旧・トヨタマックス）
- 国際チャート株式会社（横河電機が最初に買収、後に東芝テックに売却、現在はナカバヤシの子会社）